# José Bettencourt Coelho da Rocha
José Bettencourt Coelho da Rocha  (Ilha Terceira, Açores, Portugal, 20 de Setembro, 1871 — ?) foi um farmacêutico português, formado pela escola de Lisboa (actual Faculdade de Farmácia da Universidade de Lisboa) em 1898. Exerceu a sua actividade na cidade de Ponta Delgada, ilha de São Miguel, Açores.